# Das Bergwerk zu Falun
Das Bergwerk zu Falun ist die Dramatisierung von E. T. A. Hoffmanns Erzählung Die Bergwerke zu Falun durch Hugo von Hofmannsthal. Sie erschien erstmals 1946 postum in einer vollständigen Fassung seiner gesammelten Werke. Das Schauspiel wurde am 4. März 1949 in Konstanz uraufgeführt.

## Inhalt
Der Matrose Elis Fröbom hat auf See seinen Vater verloren. An dessen Tod fühlt er sich schuldig. In der Heimat angekommen, erhält er die Nachricht, dass seine Mutter ebenfalls tot sei. Daraufhin bringt er seinen Lebensekel zum Ausdruck. Während andere Matrosen sich mit Mädchen vergnügen, wird er in seiner Melancholie empfänglich für den Ruf des alten Torbern. Dieser lockt ihn in das unterirdische Reich der Bergkönigin. Da Elis jedoch nicht die Sehnsucht nach den Menschen verloren hat und somit nicht reif genug ist, bleibt ihm das unkörperliche, reine Reich der Zeitlosigkeit verborgen. Er wird von einem Schiffer in Falun abgesetzt. Dort wird er von Torbern zum Haus des Bergwerksbesitzers geführt. Er bringt neues Leben in das heruntergewirtschaftete Bergwerk und gewinnt die Liebe der sanften Anna. Obwohl Elis um sie geworben hat, überkommen ihn Selbstzweifel, er sei bloß ein schauerlicher Gast, dem das Leben an diesem Ort nie alles sein kann. Am Tag der Hochzeit folgt er nur noch dem erschienenen Torbern und damit dem Ruf der Bergkönigin in die Tiefe des Bergwerks, da er die ganze Welt von sich abgeschüttelt hat. 50 Jahre später wird sein Leichnam unversehrt geborgen und von seiner alten Braut wiedererkannt.